# Јакиманка
Јакиманка (рус. Якима́нка) је градски рејон и општински округ који улази у састав Централног административног округа града Москве.

## Историја
Рејон Јакиманка је добио свој назив по главној улици Велика Јакиманка (рус. Большая Якиманка), која је опет, свој назив добила по олтару Светих Јоакима и Ане Цркве Благовештења Пресвете Богородице који је први пут сазидан 1493, а порушен 1969. године и који се налазио у овом рејону.

## Галерија
- Канцеларије (бивше фабрике) у Голутвину на Јакиманској обали
- Храм Светог Мученика Јована Војника
- Поглед на Јакиманку са Храма Христа Спаситеља у Москви
- Третјаковска галерија, стари објекат после реновације